# Philippe Rüfer
Philippe Barthélémy Rüfer, né le 7 juin 1844 à Liège et mort le 15 septembre 1919 à Berlin, est un pianiste, pédagogue et compositeur belge.

## Biographie
Philippe Rüfer fait ses études au Conservatoire royal de Liège. À partir de 1871, il vit à Berlin et enseigne le piano au Conservatoire Stern, à l'Akademie der Tonkunst de Kullak puis au Conservatoire Scharwenka.
Il a composé plusieurs opéras dont Merlin, et Ingo, ainsi qu'une symphonie, trois ouverture, de la musique pour piano et des lieder.